# 坎皮略德亚兰达
坎皮略德亚兰达，是西班牙卡斯蒂利亚-莱昂布尔戈斯省的一个市镇。总面积24平方公里，总人口202人（2001年），人口密度8人/平方公里。